# 크로스발리아속

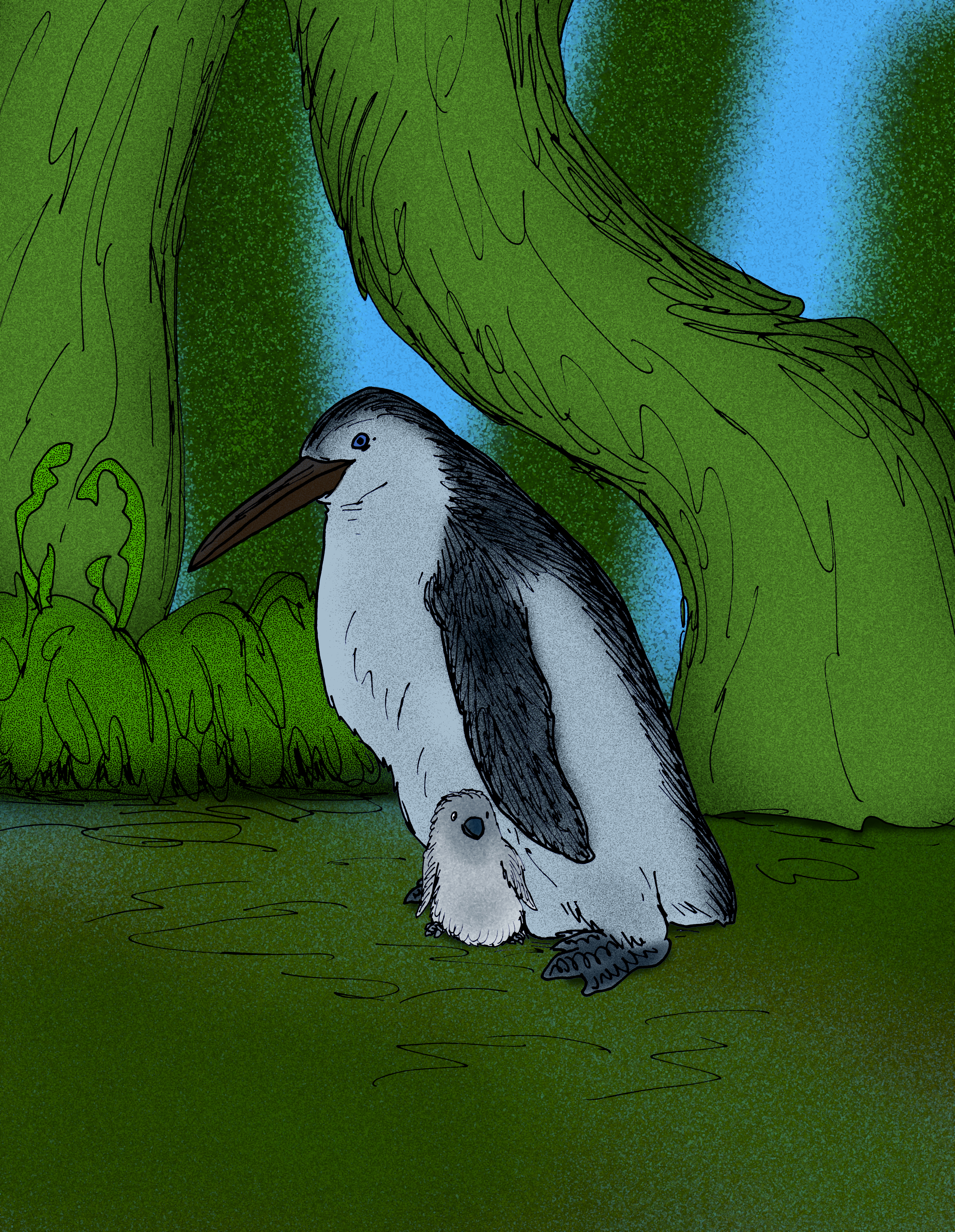

크로스발리아(Crossvallia)속은 멸종된 펭귄 속이다. 여기에는 C. unienwillia 와 C. waiparensis 두 종이 포함된다. 그들의 해부학적 구조는 속이 안트로포르니티나(Anthropornithinae)와 밀접한 관련이 있음을 시사한다.

## 분류
펭귄목
- 펭귄과
  - 크로스발리아속 †
    - C. unienwillia † Tambussi et al. 2005
    - C. waiparensis † Mayr et al. 2019

C. unienwillia는 이 속에서 알려진 최초의 종으로, 남극의 시모어섬 크로스 밸리에 있는 팔레오세 후기의 지층에서 화석을 발견하고 그 지명을 따서 속명이 명명되었다. 약 140 센티미터 (4.6 ft).
2019년 8월, 뉴질랜드 와이파라(Waipara)의 다리 뼈 화석을 바탕으로 새로운 종 C. waiparensis 을 발견했다. 약 160cm (5.2ft)의 키에 무게는 약 70–80kg로 측정되었다. 그것은 팔레오세에 살았던 것으로 추측되며, 이들의 가까운 친척들이 남극에서 살았을 것으로 추정된다. 화석은 2019년 아마추어 고생물학자 리 러브(Leigh Love)가 발견했다.

## 참고 문헌
1. 1 2  Tambussi, Claudia P.; Reguero, Marcelo A.; Marenssi, Sergio A.; Santillana, Sergio N. (2005). “Crossvallia unienwillia, a new Spheniscidae (Sphenisciformes, Aves) from the Late Paleocene of Antarctica”. 《Geobios》 38 (5): 667–675. doi:10.1016/j.geobios.2004.02.003.
2. ↑  Cross Valley 보관됨 2018-09-12 - 웨이백 머신 at Fossilworks.org
3. ↑  Mayr, Gerald; De Pietri, Vanesa L.; Love, Leigh; Mannering, Al; Scofield, R. Paul (2019). “Leg bones of a new penguin species from the Waipara Greensand add to the diversity of very large-sized Sphenisciformes in the Paleocene of New Zealand”. 《Alcheringa》. doi:10.1080/03115518.2019.1641619.
4. ↑  “Pingvin”. 《Magyar Narancs》 (헝가리어) XXXI (34): 7. 2019년 8월 22일. ISSN 1586-0647.
5. ↑  “Human-sized penguin discovered in Waipara”. 《RNZ》 (영어). 2019년 8월 14일. 2019년 8월 14일에 확인함.